# Hans-Ludwig Neumann
Hans-Ludwig Neumann (* 1938 in Ostpreußen; † 26. Januar 1991) war ein deutscher Physiker. 1958 absolvierte er sein Abitur in Offenbach und 1965 machte er das 1. Staatsexamen in Physik. Er war von 1976 bis 1990 Präsident des Physikalischen Vereins, dem er 1963 beigetreten war. Nach ihm sind der Hans-Ludwig-Neumann-Preis, die Hans-Ludwig-Neumann-Sternwarte und der Asteroid (243109) Hansludwig benannt. Neumann war Lehrer an der Helene-Lange-Schule und am Friedrich-Dessauer-Gymnasium in Frankfurt am Main, wo er Studiendirektor war.